# 토리스
토리스는 대한민국의 국악 그룹이다. 2016년 '국악 아카펠라 토리스 1집 - 시작'으로 데뷔했다.

## 방송
- 풍류대장 - 힙한 소리꾼들의 전쟁 (2021) - Top33(25위)

## 공연
- 국악 아카펠라 토리스 10주년 기념공연 <시작> (2019)
- 봉포유 <렉처스테이지I 김설진X토리스> - 대구 (2021)
- 토리스토리 - 창녕 (2021)

## 수상
- 제4회 러시아 국제민속음악경연대회 그랑프리 대상 (2012)
- 천차만별콘서트 최우수상 (2010)
- 제3회 21세기 한국음악프로젝트 대상 (2009)